# Tracy Krohn
Tracy Krohn, född 26 augusti 1954 i Houston, Texas, är en amerikansk racerförare och affärsman. Han driver också stallet Krohn Racing.

## Racingkarriär
Krohn har kört Daytona Prototyper i Rolex Sports Car Series och bland annat vunnit Watkins Glen 6-timmars tillsammans med Niclas Jönsson. Sedan 2012 kör han GT-racing i FIA World Endurance Championship.